# 第2回ジャパンカップ
1982年11月28日に施行された第2回ジャパンカップについて記述する。
- 馬齢は全て旧表記を用いる。

## 出走馬の動静
第2回はヨーロッパとオセアニアから新たに招待されることとなり、招待馬の動静が大いに注目された。
フランスからは凱旋門賞で差の無い4着で入線し、前々走のターフクラシックを6馬身1/2で、前走のワシントンDCインターナショナルを6馬身で圧勝しており、既に名牝の呼び声が高いエイプリルランが出走を表明していた。さらに4歳牝馬でヴェルメイユ賞を勝っているオールアロングも出走を表明。
イタリアからはGIII1勝のスカウティングミラー(牡馬6歳)、西ドイツからはGIII1勝のパゲーノ、アイルランドからは重賞勝ちがないものの堅実に重賞で上位入賞をしていたスタネーラ(牝馬5歳)が出走を表明していた。
アメリカ合衆国からは2頭選出となっており、歴代賞金王で68戦31勝GI12勝で前年のアメリカ年度代表馬となっていたジョンヘンリー(騸馬8歳)、34戦16勝GI3勝のナスクラスプリーズ(騸馬6歳)の強豪が出走を表明していた。19戦7勝GI1勝のマジェスティーズプリンスが補欠に廻る状況であった。
カナダからは前年の2着のフロストキング(騸馬5歳)、トラヴァーズステークスでアメリカ3冠の勝ち馬3頭をまとめて負かしたラナウェイグルーム(牡馬4歳)が出走を表明。
イギリスはビーマイネイティブが招待されたが、エイプリルランの出走情報を得て辞退、招待馬が直前まで決定していなかった。
オセアニアもこの年から招待することになり、GI3勝のローズオブキングストン(牝馬5歳)とニュージーランドダービー馬のアイルオブマンが出走を表明していた。
日本馬は前年の大敗のせいで、大レースの勝ち馬が続々と回避宣言する始末であった。
サンエイソロン、ホスピタリテイは登録前に故障が判明し回避、天皇賞後にはメジロティターン、アンバーシャダイも回避を表明。どうやらゲートに辿り着きそうなのは牝馬のスイートネイティブ、地方出身馬のヒカリデユール、カズシゲ、アズマキングくらいとなりそうな状況であった。

## 競走施行時の状況

### 日本馬
ヒカリデユールとカズシゲ、カツアールの3頭の地方出身馬と牝馬のスイートネイティブに牡馬のトドロキヒホウが選出。生粋の中央牡馬はトドロキヒホウのみが出走となり、アズマキングは選考漏れとなった。
ヒカリデユールは東海公営出身で、中央移籍後初レースの朝日チャレンジカップを勝ち前走の天皇賞で2着。実績から日本の総大将といえる存在であった。
カズシゲは社台グループ出身でありながら南関東公営から東海公営を経て中央移籍した。東海公営時代にはヒカリデユールとライバル関係にあった。マイラーズカップ、高松宮杯、函館記念と重賞3勝し、京都大賞典2着してからの出走。なお半弟に日本ダービー馬・ダイナガリバーがいる。
カツアールは南関東公営出身で、前年の宝塚記念勝ち馬。本年は未勝利ではあったが、宝塚記念で2着、前走の天皇賞では3着と健闘しており、当初は回避を宣言していたが出走に踏み切った。
スイートネイティブはパーソロン産駒で安田記念、七夕賞、牝馬東京タイムズ杯と重賞3連勝してからの挑戦。
トドロキヒホウは天皇賞4着で滑り込みの出走となった。

### 外国馬
外国馬はアメリカ、フランス、アイルランドが2頭、カナダ、イタリア、西ドイツ、ニュージーランドから1頭ずつが招待された。インド、トルコから各1頭の招待があったが病気を理由に辞退を受けている。
アメリカは前掲のジョンヘンリーが来日。他2頭から辞退があり、この年14戦しておりセクレタリアトステークス(GII)勝ちがあるハーフアイスト(牡馬4歳)が追加招待で来日した。
フランスは前掲の2頭がそのまま来日した。
アイルランドは前掲のスタネーラとGIII勝ちがあるセンチュリアス(牡馬5歳)が追加招待を受け来日。
カナダは前年2着のフロストキングのみが、イタリア、西ドイツ、ニュージーランドはそのまま招待馬が来日した。オセアニアは補欠のアイルオブマンが来日。イギリスは代表を辞退した。
ジョンヘンリーとエイプリルランの対決は世界的にも大きな注目を受け、前年を大きく上回る海外のホースマンが来日してきた。

### 出走馬と枠順
- 天候：晴れ、馬場状態：良

| 枠番 | 馬番 | 競走馬名             | 調教国           | 性齢 | 斤量 | 騎手             | 調教師         | 人気 |
| ---- | ---- | -------------------- | ---------------- | ---- | ---- | ---------------- | -------------- | ---- |
| 1    | 1    | スイートネイティブ   | 日本             | 牝6  | 55kg | 岡部幸雄         | 野平祐二       | 8    |
| 2    | 2    | オールアロング       | フランス         | 牝4  | 53kg | G.ムーア         | P.ビアンコーヌ | 3    |
| 2    | 3    | カツアール           | 日本             | 牡7  | 57kg | 樋口弘           | 柳田次男       | 10   |
| 3    | 4    | ジョンヘンリー       | アメリカ合衆国   | 騸8  | 55kg | W.シューメーカー | R.マツカナリー | 1    |
| 3    | 5    | フロストキング       | カナダ           | 騸5  | 57kg | L.ダフィー       | B.マーコ       | 4    |
| 4    | 6    | トドロキヒホウ       | 日本             | 牡5  | 57kg | 郷原洋行         | 元石孝昭       | 12   |
| 4    | 7    | ヒカリデユール       | 日本             | 牡6  | 57kg | 河内洋           | 須貝彦三       | 8    |
| 5    | 8    | スタネーラ           | アイルランド     | 牝5  | 55kg | W.スウィンバーン | F.ダン         | 9    |
| 5    | 9    | アイルオブマン       | ニュージーランド | 牡5  | 57kg | R.バンス         | G.ハンロン     | 5    |
| 6    | 10   | ハーフアイスト       | アメリカ合衆国   | 牡4  | 55kg | D.マクベス       | S.ホッフ       | 6    |
| 6    | 11   | エイプリルラン       | フランス         | 牝5  | 55kg | C.アスムッセン   | F.ブータン     | 2    |
| 7    | 12   | センチュリアス       | アイルランド     | 牡5  | 57kg | M.キネーン       | L.ブラウン     | 13   |
| 7    | 13   | パゲーノ             | 西ドイツ         | 牡4  | 55kg | M.ホーファー     | O.ラングネル   | 15   |
| 8    | 14   | カズシゲ             | 日本             | 牡6  | 57kg | 田原成貴         | 須貝彦三       | 11   |
| 8    | 15   | スカウティングミラー | イタリア         | 牡6  | 57kg | G.デットーリ     | L.カミーチ     | 14   |

## 競走内容
（→競馬場の項を参照）
晴れ良馬場の絶好のコンディションの中でスタートが切られた。カズシゲがスローペースで逃げに持ち込み第3コーナーまで引っ張った。ジョンヘンリーがここで仕掛けて2番手に進出しペースが一気に速くなるも、第4コーナーまでカズシゲが先頭のままであった。馬群は一団となったまま直線となった。
坂前でジョンヘンリーが早くも脱落。坂上で一瞬スタネーラが先頭に立つも、すぐさま大内から仕掛けたオールアロングが先頭に立った。抜け出す勢いも外からエイプリルランとハーフアイストが接近。ゴール前100メートルまでヒカリデュールも差の無い3番手にいたがここで脱落し、一旦遅れたスタネーラにも交わされる。エイプリルランの伸び脚が止まったところで一気にハーフアイストがオールアロングをクビだけ差し切り優勝。
日本の最先着はまたも地方出身馬のヒカリデユールであり、逃げを打ったカズシゲが6着と頑張った。先頭までの2馬身差は評価が大いに分かれるところであった。ジョンヘンリーは坂上で追うのをやめて13着と惨敗した。
スローで進んだせいで勝ちタイムは前年から2秒弱遅くなった。
優勝したハーフアイストと4着に入線したスタネーラはそれまでの生涯獲得賞金を上回る賞金をこのレースのみで手にした。ハーフアイスト、スタネーラは翌年も来日し、着順が入れ替わったものの共に上位入線している。

### 競走結果
| 着順 | 枠番 | 馬番 | 競走馬名             | タイム | 着差      | 人気 |
| ---- | ---- | ---- | -------------------- | ------ | --------- | ---- |
| 1    | 6    | 10   | ハーフアイスト       | 2:27.1 |           | 6    |
| 2    | 2    | 2    | オールアロング       | 2:27.1 | クビ      | 3    |
| 3    | 6    | 11   | エイプリルラン       | 2:27.2 | クビ      | 2    |
| 4    | 5    | 8    | スタネーラ           | 2:27.4 | 1馬身     | 9    |
| 5    | 4    | 7    | ヒカリデユール       | 2:27.4 | アタマ    | 8    |
| 6    | 8    | 14   | カズシゲ             | 2:27.7 | 1 3/4馬身 | 11   |
| 7    | 5    | 9    | アイルオブマン       | 2:27.8 | 1/2馬身   | 5    |
| 8    | 2    | 3    | カツアール           | 2:28.0 | 1馬身     | 10   |
| 9    | 4    | 6    | トドロキヒホウ       | 2:28.0 | クビ      | 12   |
| 10   | 3    | 5    | フロストキング       | 2:28.1 | 1/2馬身   | 4    |
| 11   | 1    | 1    | スイートネイティブ   | 2:28.2 | 3/4馬身   | 7    |
| 12   | 8    | 15   | スカウティングミラー | 2:28.3 | 1/2馬身   | 14   |
| 13   | 3    | 4    | ジョンヘンリー       | 2:28.5 | 1 1/4馬身 | 1    |
| 14   | 7    | 12   | センチュリアス       | 2:29.1 | 3 1/2馬身 | 13   |
| 15   | 7    | 13   | パゲーノ             | 2:35.6 | 大差      | 15   |

### 配当(払戻金)
| 単勝     | 10  | 3,230円 |
| 複勝     | 10  | 590円   |
| 複勝     | 2   | 230円   |
| 複勝     | 11  | 160円   |
| 連勝複式 | 2-6 | 870円   |

- 売得高合計2,987,289,600円

### 賞金
- 1着70,000,000円、付加賞127,400円
- 2着28,000,000円、付加賞36,400円
- 3着18,000,000円、付加賞18,200円
- 4着11,000,000円
- 5着7,000,000円